# Oratorio di San Rocco (Taleggio)
L'oratorio di San Rocco di Ca' Corviglio è il principale luogo di culto cattolico della località Ca' Corviglio, contrada di Taleggio, in provincia e diocesi di Bergamo. La chiesa è sussidiaria della parrocchia di Sant'Ambrogio Dottore in Pizzino, appartenente al vicariato di San Giovanni Bianco-Sottochiesa, nella comunità ecclesiale territoriale Valle Brembana.

## Storia
L'edificio, venne completato e benedetto il 16 agosto 1590, festa di San Rocco. Nel corso del XVII secolo, furono realizzati l'altare maggiore in muratura intonacata e marmorizzata, la pala d'altare di pregevole fattura raffigurante la Madonna col Bambino tra san Giovanni Battista, Antonio Abate, san Giuseppe e san Rocco, una coppia di angioletti in stucco modellato posti sulla sommità dell'ancona, due bancali da presbiterio in noce intagliato posti ai lati della mensa ed un'acquasantiera in marmo. 
Nel 1744, per mano del Curato Biava fu costruita la sagrestia sul lato destro dell'edificio, la cui copertura a una falda fu realizzata con piöde e al cui interno è presente un mobile in abete intagliato. Nel 1934, grazie al contributo del parroco Don Nicola Ghilardi, l'oratorio venne completamente restaurato e pochi anni più tardi venne aggiunta la balaustrata marmorea fornita dalla Ditta Oberti di Lenna nel 1939. Nel 2005, il tetto dell'edificio fu ricostruito utilizzando lastre di ardesia, seguendo la tradizione del luogo, e nel 2007 la piazzetta antistante la chiesa venne pavimentata.

## Descrizione

### Esterno
L'orientamento liturgico della struttura risulta essere leggermente ruotato rispetto alla disposizione tradizionale, essendo l'abside posizionata a nord-est. Il sagrato, area antistante alla facciata, presenta una pavimentazione in pietra calcarea. La facciata, preceduta da un insieme di tre gradini, risulta intonacata e dotata di un basamento con finitura a crespone. Il portale centrale e le due finestre laterali presentano cornici in pietra, a differenza della finestra superiore, la quale presenta una forma semicircolare e un'inferratura costituita da maglie quadrate. Il campanile a vela si colloca sulla stessa linea di colmo dell'edificio al cui interno contiene una campana di ambito veronese fusa nel 1620.

### Interno

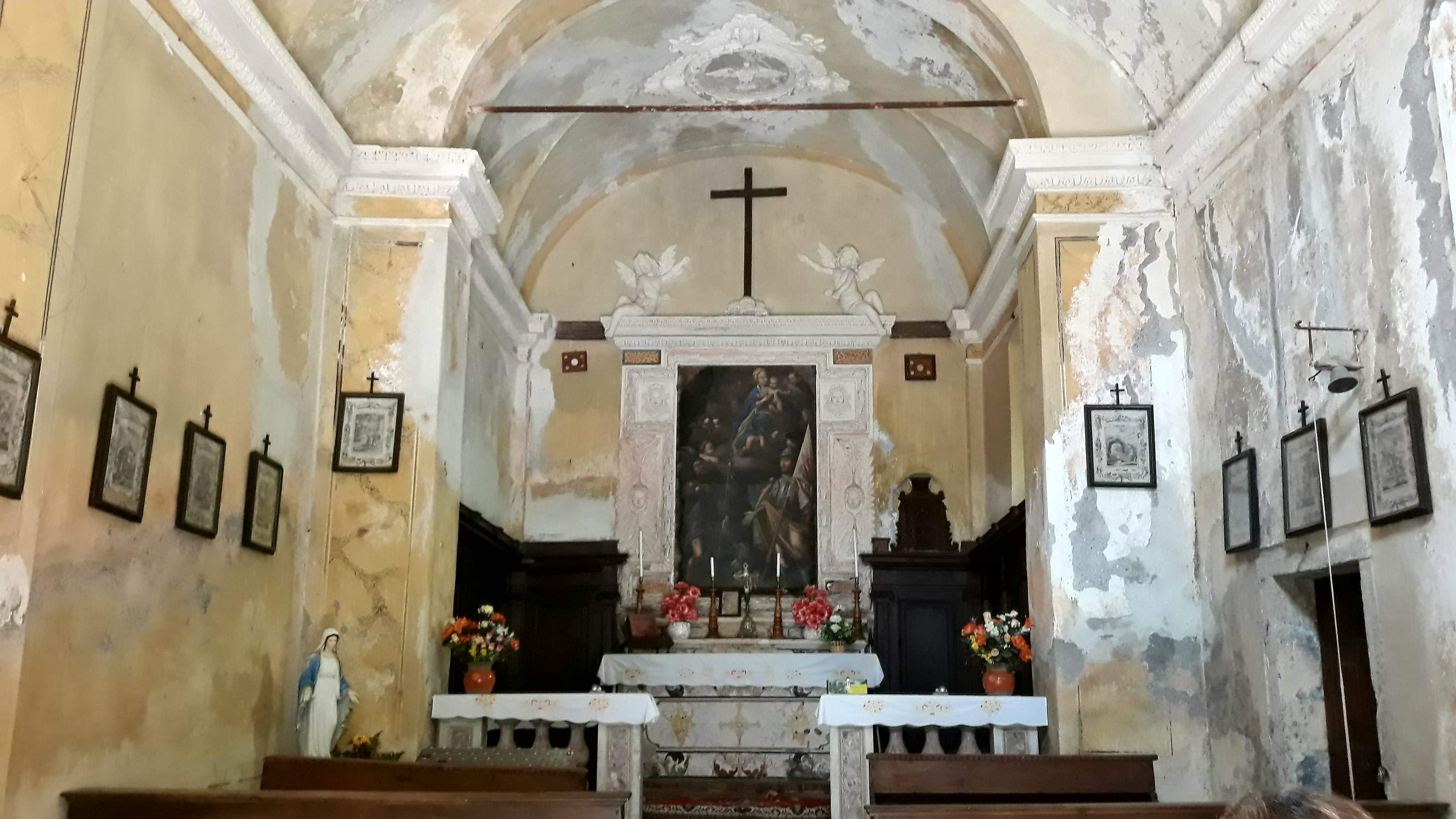
L'interno dell'edificio

Entrando nell'edificio sulla parete destra della struttura, in prossimità del presbiterio, è presente una porta che conduce alla sagrestia, costituita da una volta a botte ribassata. L'arco trionfale si interpone tra la navata e il presbiterio, il quale è rialzato di due gradini e dotato di una balaustra in marmo policromo scolpito. La volta del presbiterio è a botte lunettata e sulla parete destra è presente una finestra rettangolare. L'altare presenta un'ancona in stucco con angeli. Al centro si trova la tela raffigurante la Madonna col Bambino e i santi, tra cui il titolare dell'oratorio san Rocco attorniato dai santi Giovanni Battista, Antonio abate e Giuseppe.